# Crimplesham
Crimplesham är en civil parish i Storbritannien.   Den ligger i grevskapet Norfolk och riksdelen England, i den sydöstra delen av landet, 130 km norr om huvudstaden London. Antalet invånare är 221. Arean är 6,6 kvadratkilometer.
Terrängen i Crimplesham är mycket platt.